# Gillies MacKinnon
Gillies MacKinnon, talvolta indicato come Gillies Mackinnon (Glasgow, 8 gennaio 1948), è un regista e sceneggiatore scozzese.
Nel 2017 è stato membro della giuria del concorso principale al 35° Torino Film Festival.

## Filmografia

### Regista
Cinema
- Playboys - Donnaioli (The Playboys) (1992)
- Uno strano scherzo del destino (A Simple Twist of Fate) (1994)
- Small Faces (1996) - anche sceneggiatore
- Trojan Eddie (1996)
- Regeneration (1997)
- Ideus Kinky - Un treno per Marrakech (Hideous Kinky) (1998)
- L'uomo senza legge (The Escapist) (2002)
- Pure (2002)
- Ritorno a Tara Road (Tara Road) (2005)
- Castles in the Sky (2014)
- Whisky Galore! (2016)
- Appuntamento a Land’s End (The Last Bus) (2021)

#### Televisione
- Le avventure del giovane Indiana Jones (The Young Indiana Jones Chronicles) - serie TV, episodio 2x12 (1993)
- The Last of the Blonde Bombshells - film TV (2000)
- Gunpowder, Treason & Plot - miniserie TV (2004)